# The Corbett-Fitzsimmons Fight
The Corbett-Fitzsimmons Fight – amerykański film z 1897 roku w reżyserii Enocha J. Rectora.

## Wyróżnienia
| Rok wpisania | National Film Registry |
| ------------ | --- |
| 2012         | Lista filmów budujących dziedzictwo kulturalne USA utworzona przez National Film Preservation Board i przechowywana w Bibliotece Kongresu Stanów Zjednoczonych |